# Yūzō Tashiro
Yūzō Tashiro (jap. 田代 有三 Tashiro Yūzō; * 22. Juli 1982 in Fukuoka, Präfektur Fukuoka) ist ein japanischer ehemaliger Fußballspieler.

## Sportliche Laufbahn
Von 1998 bis 2000 spielte er in der Mannschaft der Ōhori-Oberschule der Universität Fukuoka und von 2001 bis 2004 für die Universität Fukuoka. In den Jahren 2003 und 2004 absolvierte er ein Spiel für Ōita Trinita und vier Spiele für Sagan Tosu. Nachdem er die Universität im Jahr 2005 abgeschlossen hatte, wurde er von den Kashima Antlers verpflichtet. Am 17. Februar 2008 debütierte Tashiro auf internationaler Ebene im Spiel gegen China im Rahmen der Ostasienmeisterschaft. Für die Saison 2010 wurde er an Montedio Yamagata verliehen, ehe er die Antlers im Jahre 2011 nach 115 Ligaspielen und 30 -toren verließ und sich ab 2012 dem damaligen Erstligisten Vissel Kobe anschloss, mit dem er nach einem Spieljahr in die zweithöchste Fußballliga des Landes abstieg, jedoch nach abermals einem Jahr als Vizemeister wieder in die J. League Division 1 aufstieg. In weiterer Folge schloss er sich dem japanischen Zweitligisten Cerezo Osaka an, nachdem er 2014 kaum zu Einsätzen in Kōbe gekommen war. Mit dem Team aus Osaka war er wieder auf dem Weg zur Stammkraft und absolvierte im Spieljahr 2015 22 Ligaspiele, in denen er sechs Tore erzielte.

## Erfolge
mit den Kashima Antlers
- 3× Meister der J. League Division 1: 2007, 2008 und 2009
- 2× Sieger des Kaiserpokals: 2007 und 2010
- 1× Sieger des J.League Cups: 2011
- 1× Finalist des J.League Cups: 2006
- Japanischer Supercup: 2009

mit Vissel Kōbe
- 1× Vizemeister der J. League Division 2: 2013

mit der japanischen Nationalmannschaft
- 1× Ostasienmeister: 2008